# カルロス・デルフィーノ
カルロス・デルフィノ（Carlos Delfino）ことカルロス・フランシスコ・デルフィーノ（Carlos Francisco Delfino, 1982年8月29日 - ）は、アルゼンチン、サンタフェ州出身のバスケットボール選手である。VL・ペーザロに所属している。アルゼンチン代表メンバーでもある。身長200cm、体重100kg。イタリアとアルゼンチンの両国で市民権を保有している。

## 経歴
1998年にアルゼンチンリーグのオリンピア・デ・ヴェナド・テゥエルト（Olímpia de Venado Tuerto）と契約。プロ生活を始める。1999年にのラ・ユニオン・デ・コロン（La Unión de Colón）に移籍。翌年イタリアに移りレッジョ・カラブリア（Reggio Calabria）と契約し、2シーズンを過ごす。その後スキッパー・ボローニャ（Skipper Bolonga）に移籍するが、シーズン終盤に足首のじん帯を断裂。NBAからドラフトされるがもう1年プレイした。

## NBA
2003年のNBAドラフトでデトロイト・ピストンズに1順目25位で指名された。アルゼンチン人選手がNBAドラフト1巡で指名されたのは、彼が初めてであった。2004-05シーズンからピストンズに加入。シーズン前半に右ひざを負傷し長期離脱する。シーズン後半復帰するものの、NBAファイナルに進出したプレイオフのロスターからは外される。2年目はシーズンを通してプレイするが、プレータイムの少なさから移籍希望を口にした。3シーズン目からは出場時間も増え、1対1のディフェンスやインスタントオフェンスでチームに貢献した。2007年6月15日、2009年、2011年のドラフト2巡指名権との交換で、トロント・ラプターズへ移籍した。翌年の2008年のオフに、ロシアリーグのBCヒムキへ移籍して、1000万ドルの年俸に加えて家や運転手付きの自動車を与えられた。
2009年のオフ、ラプターズと契約を結んだ後、ロコ・ウキッチとの交換で、ミルウォーキー・バックスへトレードされた。
2012年8月13日、ヒューストン・ロケッツと1年契約を結んだ。このシーズン先発5試合を含む67試合に出場し、平均10.6得点、3.3リバウンド、2.0アシスト、1.01スティールを記録した。シーズン終了後にウェイバー公示された。
2013年7月17日、ミルウォーキー・バックスと契約を結んだ。しかし、足の骨折によりバックスで一度も試合に出場することはなかった。

## キャリア後期
2020年7月7日、レガ・バスケット・セリエAに所属するVL ペーザロ（英語版）との契約が発表された。
国内リーグでは22試合に出場し、1試合平均25.7分の出場で、12.5得点、4.3リバウンド、2.4アシストという成績を残した。
2021-2022シーズンも引き続きペーザロでプレー。国内リーグでは29試合に出場し、1試合平均11.9得点、4.3リバウンド、3.0アシスト、1.7スティールという成績を残した。

## アルゼンチン代表
カデットチームのメンバーとして1997年と1998年に南米選手権を制覇。2001年に埼玉県で開催されたヤングメン世界選手権で来日、銅メダル獲得に貢献する。そして2004年アテネオリンピックでの金メダルに貢献する。2006年の日本開催の世界選手権にも来日し、NBA選手を中心に構成されるアルゼンチン代表ではジノビリのバックアップとして活躍、特にトルコ戦とアメリカ戦では高い運動能力を披露し、アルゼンチンがマヌ・ジノビリだけのチームでは無い事を証明した。また、2016年リオデジャネイロオリンピックでは、無所属の状態ながら出場している。
2022年FIBAアメリカップ（英語版）でもアルゼンチン代表でプレーし、全6試合でスターターを務めチームの優勝に貢献している。